# Бусвиль-бай-Мельхнау
Бусвиль-бай-Мельхнау (нем. Busswil bei Melchnau) — коммуна в Швейцарии, в кантоне Берн.
Входит в состав округа Аарванген. Население составляет 183 человека (на 31 декабря 2006 года). Официальный код — 0325.

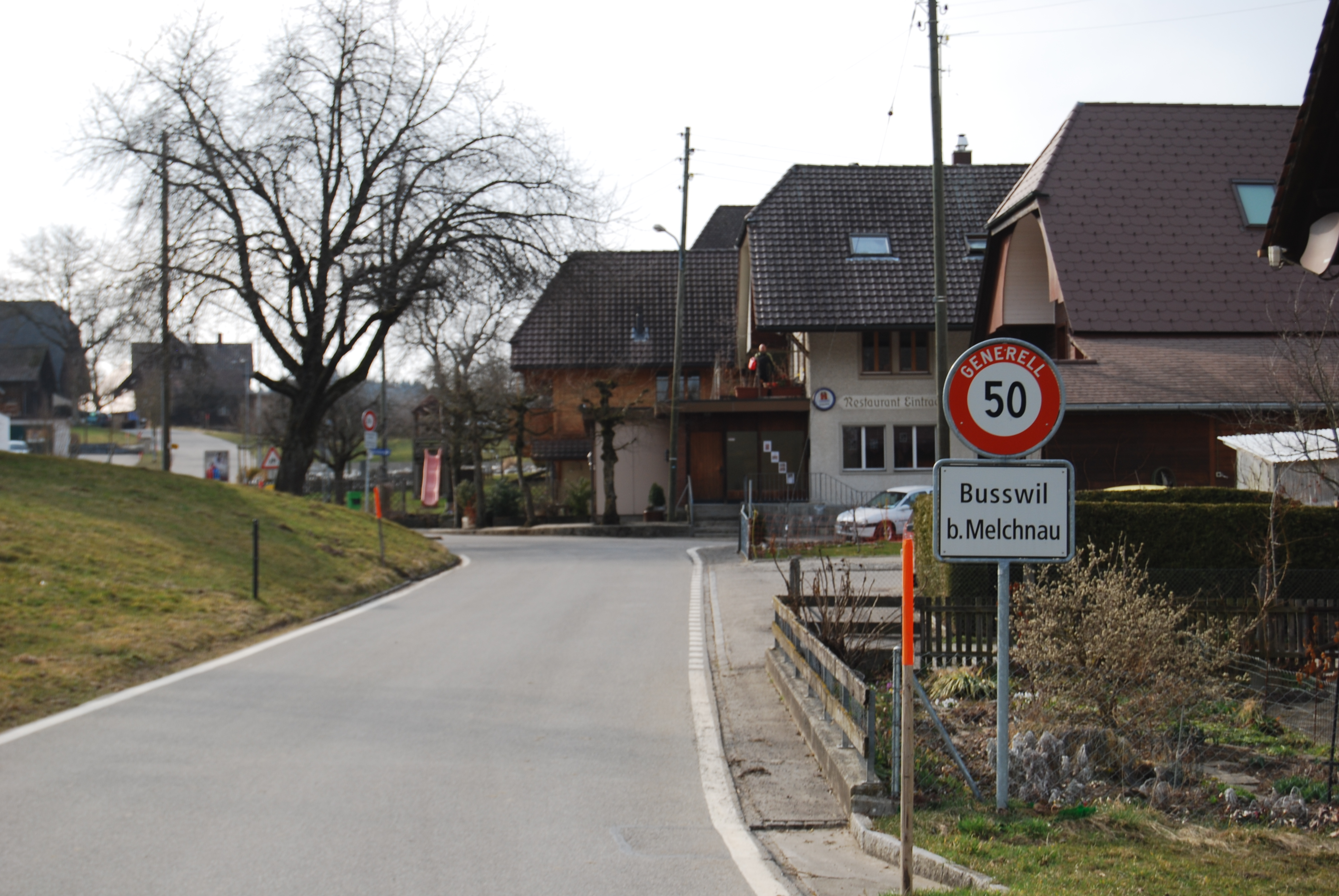
Бусвиль-Мельхнау